# Pintor de Midias

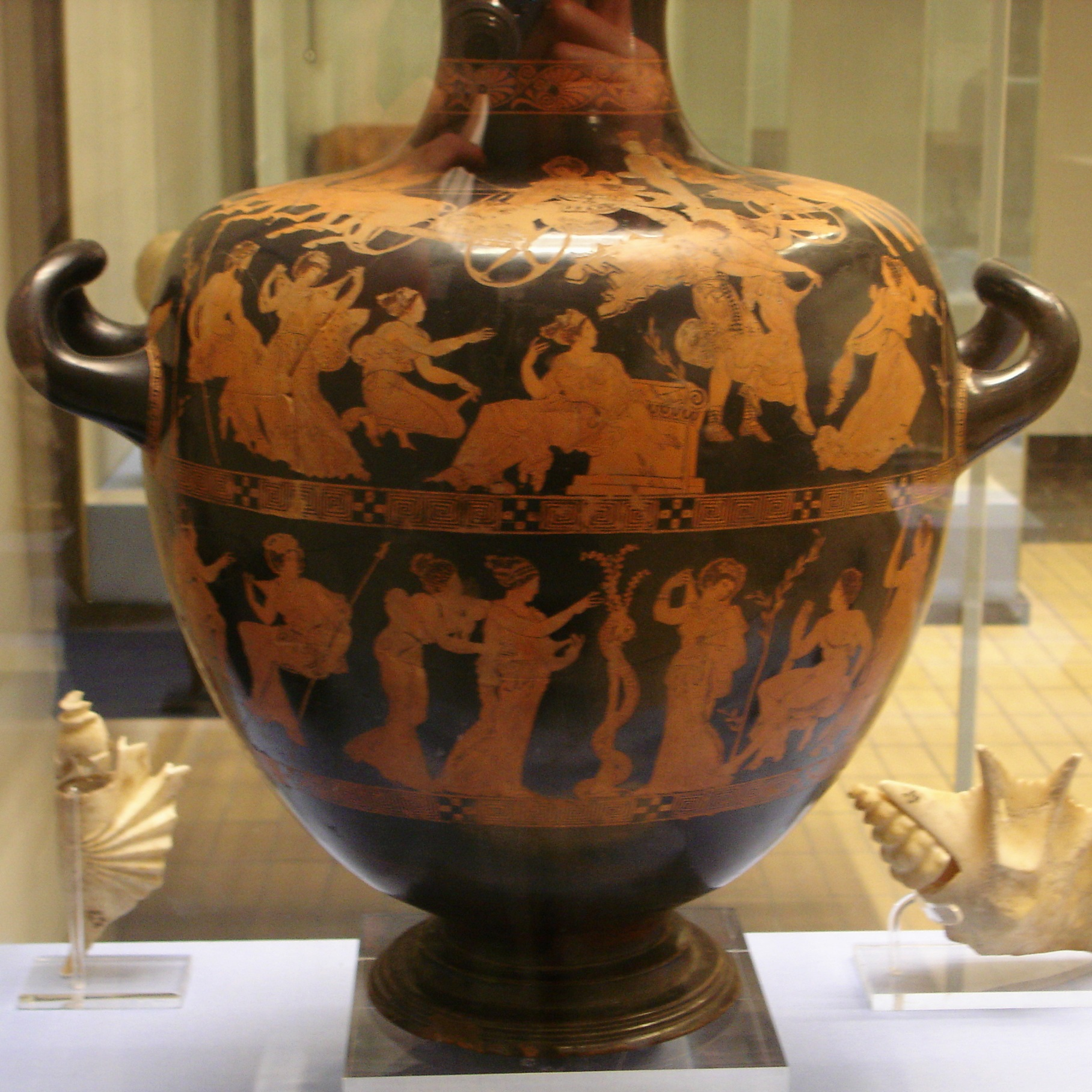
Hidria de Londres (BM E 224). Museo Británico.

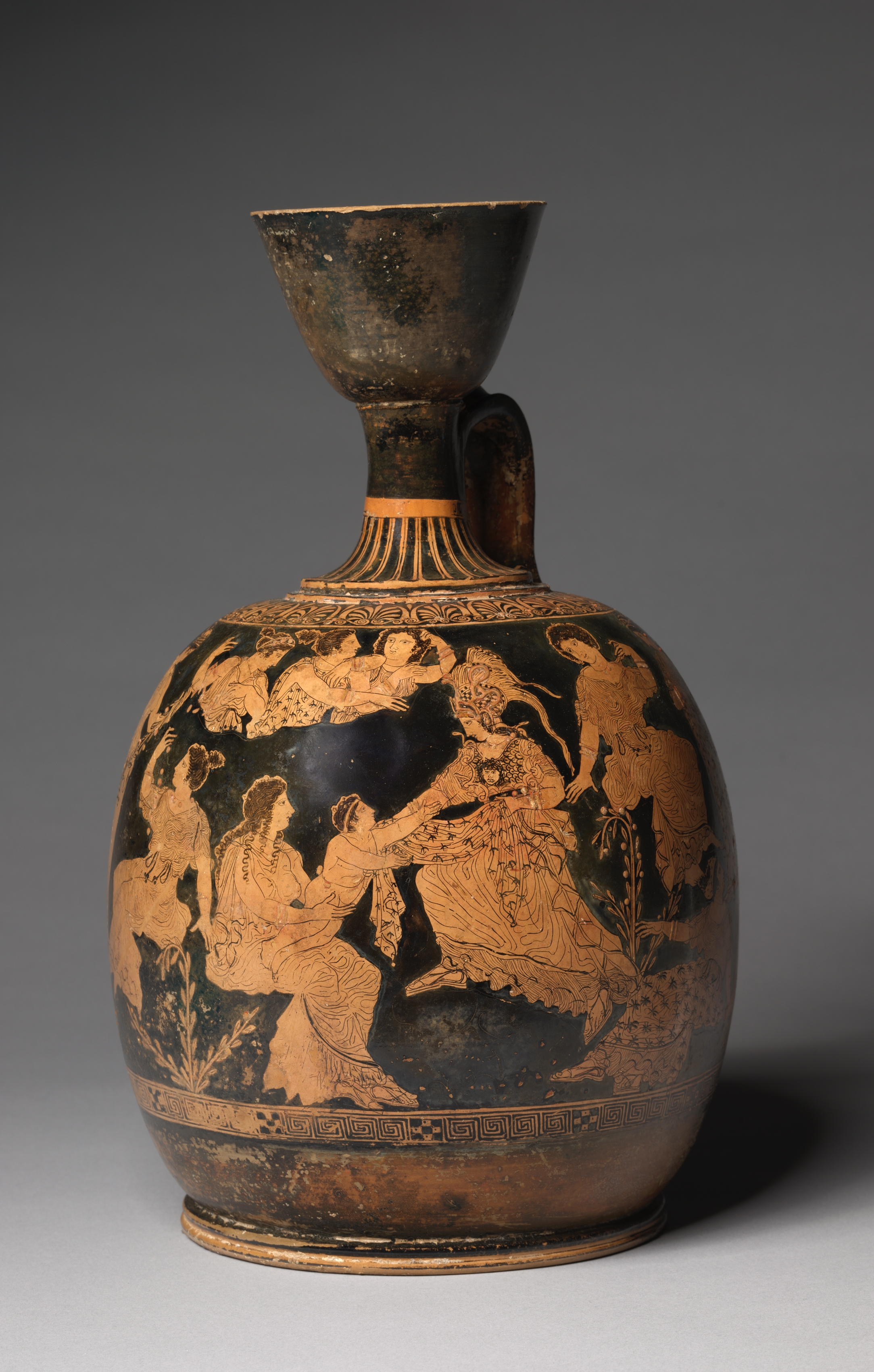
Lécito ático aribalístico de figuras rojas, obra del Pintor de Midias 420-410 a. C. Museo de Arte de Cleveland.

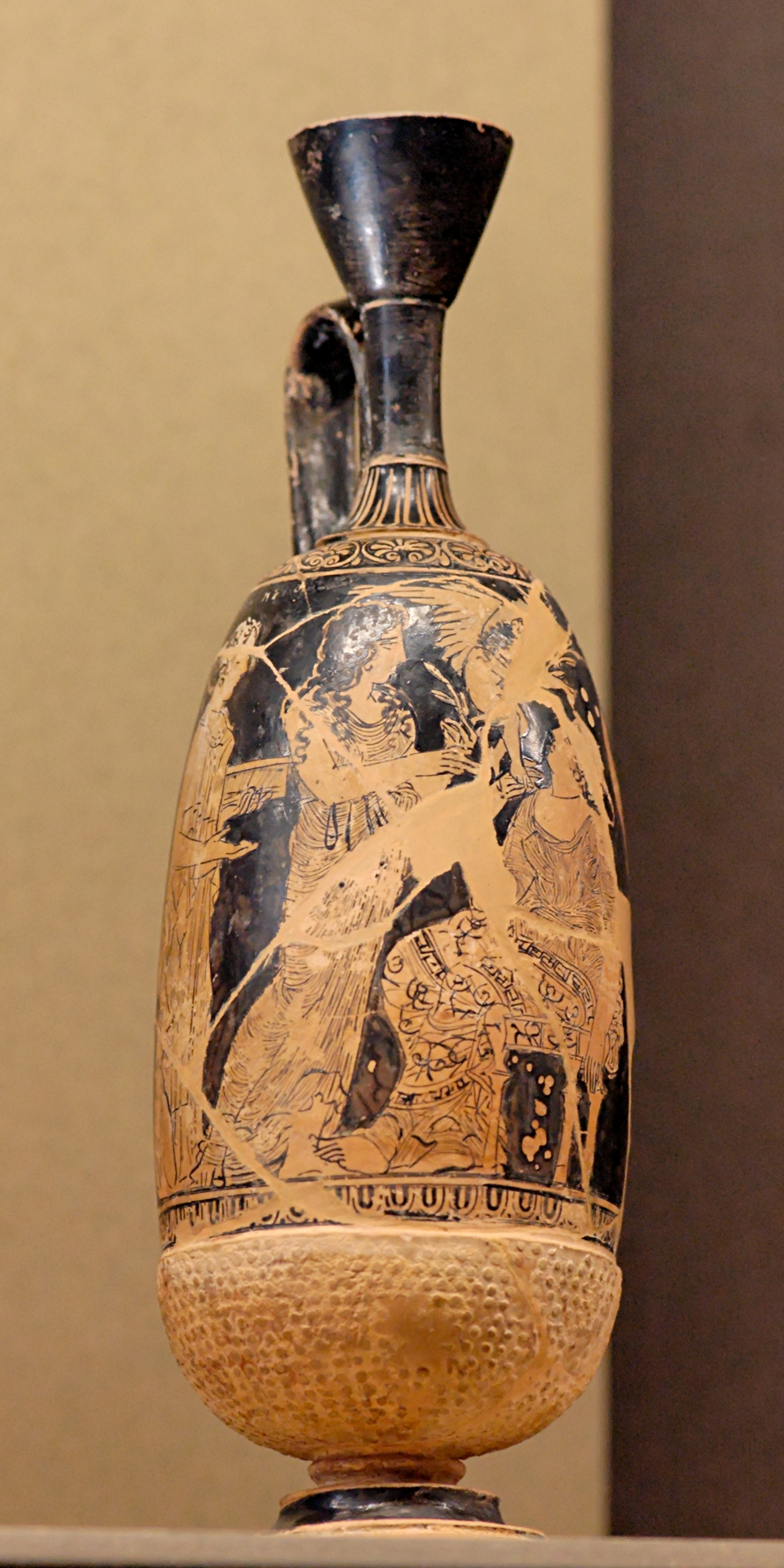
Lécito tipo bellota, c. 410–400 a. C.

Pintor de Midias es la denominación historiográfica de un pintor griego antiguo de cerámica ática de figuras rojas, identificado con el «estilo florido» de finales del siglo V a. C.  Estuvo activo en Atenas entre los años 420 y 390 a. C. y se caracterizaba por el gusto por las escenas eróticas ("de gineceo") y la ornamentación, las poses contorneadas y afectadas, el manierismo de los gestos y ropajes complejos con un gran cuidado en los bordados y las joyas. Fue identificado, basándose en el estilo de su pintura, por el arqueólogo alemán Eduard Gerhard en 1839. En la actualidad, se atribuyen 36 vasos al pintor de Midias y aproximadamente 230 vasos y fragmentos a su taller.
Su nombre convenido le fue dado por el arqueólogo e historiador del arte británico John Beazley en honor al alfarero Midias, quien firmó (‘Midias lo hizo’) en una de sus obras cumbre hallada en Campania en el que se representa el rapto de las hijas de Leucipo por los Dioscuros, decorada por este pintor anónimo y catalogada con el nombre de Hidria de Londres BM E 224, inventariada con el número E 224. Eduard Gerhard leyó la inscripción en 1839, e identificó la escena mitológica con el rapto de las hijas de Leucipo, que anteriormente se pensaba que era la carrera de Hipómenes y Atalanta. El vaso formó parte de la colección de Sir William Hamilton y aparece en su retrato de 1777, pintado por Joshua Reynolds. Su escuela comprende al menos 9 personas o grupos distintos, seguidores del llamado "estilo florido" por él inaugurado.
Representaba escenas de los mitos de Afrodita, Eros y Dionisos, y también mitos raros, como el nacimiento de Erictonio de Atenas de forma recurrente, o escenas de la vida femenina. Sus figuras muestran perfiles alargados y formas redondeadas; prestaba especial atención a la decoración de la ropa, a los peinados, en particular a las joyas, a menudo destacadas por el dorado y la policromía.
En sus composiciones las pequeñas figuras derivadas del Pintor de Eretria, del que tal vez fue alumno, se ajustan a los espacios más grandes en el estilo de la escuela de Polignoto, pero él no llegó a la composición espacial o la capacidad diseñadora de sus modelos.
Se le atribuyen cerca de 25 vasos, algunos de ellos son casi calcados, en especial hidrias y vasos de medianas dimensiones.  John Beazley atribuyó 192 obras a Midias y su escuela. A pesar de que el número de obras que se le atribuye no es elevado, la cantidad de piezas que John Beazley a las que denominó "submidiacas" o "del estilo de Midias" es suficiente para evaluar la influencia que debió haber tenido entre sus contemporáneos y sucesores inmediatos. El último catálogo razonado adscribe 36 vasos al Pintor de Midias, 36 a sus seguidores que poseen nombre y 167 a los del "estilo de Midias", y aproximadamente 230 vasos  y fragmentos a su taller.
Fue, según el arqueólogo clásico italiano Giovanni Becatti, un antiguo manierista. En sus obras, prefería temas del mundo femenino.
Como magnífico decorador, desarrolló la refinada sensualidad de las figuras femeninas y adornó la superficie con motivos espaciales (las figuras, con sus túnicas plisadas de fina tela, parecen ingrávidas). Utilizó todos los medios posibles, objetivos y subjetivos, para lograr un conjunto eficaz y decorativamente encantador. Al igual que su época, sus obras comenzaron a acercarse a lo individual, a la intimidad de la privacidad, y se alejaron de los grandes ideales de la "polis" colectiva. Sus dibujos, cuidadosamente detallados, transmitían con esmero los detalles más sutiles, modelando y enfatizando los drapeados y la anatomía, y a menudo añadiendo diversos adornos.
Entre sus obras con los llamados "temas patrióticos" se encuentra el lécito de figuras rojas y bulbosas de Cleveland (Museo de Arte de Cleveland 82.142), realizado durante la guerra del Peloponeso, que representa la escena del nacimiento de Erictonio, el primer rey de Atenas. La diosa de la tierra Gea es representada presentando a su hijo Erictonio a la diosa Atenea. Erictonio, concebido con el semen de Hefesto, se convirtió en rey de Atenas, y la historia de su nacimiento se popularizó en el arte ateniense del siglo V a. C. 
Una píxide ática de figuras rojas, atribuida al Pintor de Midias, procedente del Museo Ashmolean de Oxford (Museo Ashmolean V. 551, G. 302), datada aproximadamente entre el 420 y el 400 a. C., probablemente procedente de una tumba femenina, representa a damas atenienses soñando con el amor. No hay nada aquí que no esté adornado con oro: los collares, brazaletes, pendientes, incluso las mismas alas de Eros (dios del amor) y las decoraciones de palmetas alrededor del centro de la tapa no han escapado al dorado. Este deseo de representaciones más suntuosas alcanza su punto álgido en los «Vasos de Kerch» del siglo siguiente.
El Pintor de Midias, llamado así por la firma del alfarero Midias en una hidria ricamente decorada del Museo Británico, fue muy admirado por su estilo a finales del siglo XVIII y en el siglo XIX en Inglaterra, y se dice que fue la inspiración para el vaso de figuras rojas de edición limitada de Josiah Wedgwood (alfarero, fabricante de cerámica e industrial inglés del siglo XVIII ) realizado para celebrar la apertura de su nueva fábrica en la antigua Etruria en 1769. Durante los siguientes 150 años, la obra del Pintor de Midias siguió siendo un foco de interés académico.